# グザヴィエ・サマン
グザヴィエ・サマン（フランス語: Xavier Samin、1978年1月1日 - ）は、タヒチファアア出身のサッカー選手。タヒチ・ディビジョン・フェデレールのASテファナに所属しており、ポジションはGK。また、タヒチ代表。

## 経歴
サマンは8歳の時にASテファナのユースでサッカーを始めた。10年を経た後にテファナのメインチームに合流し、タヒチ・ディビジョン・フェデレールを3回制し、タヒチカップを5回制し、タヒチ・クープ・デ・チャンピオンで2007年に勝利している。フィールド以外では、サッカーの教師や会計士として働いている。
代表としての初キャップは2000年であり、その後2002 FIFAワールドカップ・オセアニア予選に参加した。OFCネイションズカップ2012ではタヒチのタイトル獲得に大きな役割を果たした。ミカエル・ロシュとの正GK争いが始まってからは、4-1で勝利した第3試合、バヌアツ代表戦で出場を果たした。その後の2試合でも出場し、両試合を無失点に抑え、タヒチ代表の優勝に貢献した。彼の長いキャリアはロレンツォ・テハウに「自分が子供だったころからサマンと一緒にサッカーをしてきた。彼は父のような人だ」と言わしめた。
この優勝によってFIFAコンフェデレーションズカップ2013への出場を果たしたタヒチ代表にサマンも選出された。第1試合のナイジェリア戦に出場したものの6-1の惨敗を喫したまた、タヒチ代表の応援歌もサマンが作っており、「To'a Aitosへの歌」と言う名前である。

## タイトル

### クラブ
- タヒチ・ディビジョン・フェデレール

2010, 2011, 2015 （ASテファナ）
2012 （ASドラゴン）
- タヒチカップ

2006, 2007, 2008, 2010, 2011, 2014 （ASテファナ）
- タヒチ・クープ・デ・チャンピオン

2007

### 代表
- OFCネイションズカップ

優勝 (1): 2012